# Interpolación (fotografía)
En el campo de la fotografía y mundo de la imagen digital, la interpolación aplica este mismo método para conseguir un tamaño mayor de la imagen inicial, rellenando la información que falta con nuevos datos calculados a partir de un algoritmo específico.
Existen varios algoritmos, los más famosos:
- Interpolación por aproximación: Es uno de los métodos más antiguos. Se basa en obtener el promedio de valores de los 2 pixeles más próximos. La interpolación bilineal es una mejora de la anterior, promediando en este caso 4 pixeles adyacentes.
- Interpolación bicúbica: Usada por programas como Adobe Photoshop o Paint Shop Pro es el método de interpolación considerado estándar (promedia 16 pixeles adyacentes). Photoshop además usa algunas variaciones como Interpolación bicúbica enfocada o Interpolación bicúbica suavizada que se basa en aplicar algunos cambios a la imagen final.
- Interpolación en escalera (Stair Interpolation): Se basa en la interpolación bicúbica con la diferencia que se va interpolando en incrementos de un 10% en cada paso con respecto al anterior.
- Interpolación S-Spline: Este método de interpolación determina el color de un pixel «desconocido» basándose en la totalidad de colores de la imagen, a diferencia que los métodos anteriores.
- Interpolación Lanczos: Disponible de forma gratuita en IrfanView y en GIMP 2.3 y posteriores versiones, se basa en la calidad de la imagen y ofrece resultados muy similares al método Mitchell.
- Interpolación Genuine Fractals: Por último, se utiliza el sistema de interpolación de Genuine Fractals que parece tener también unos resultados bastante aceptables.